# Miguel Palma
Miguel Palma (Lisboa, 1964) é um artista conceptual de origem portuguesa que expõe regularmente desde o final dos anos 1980.

## Obra

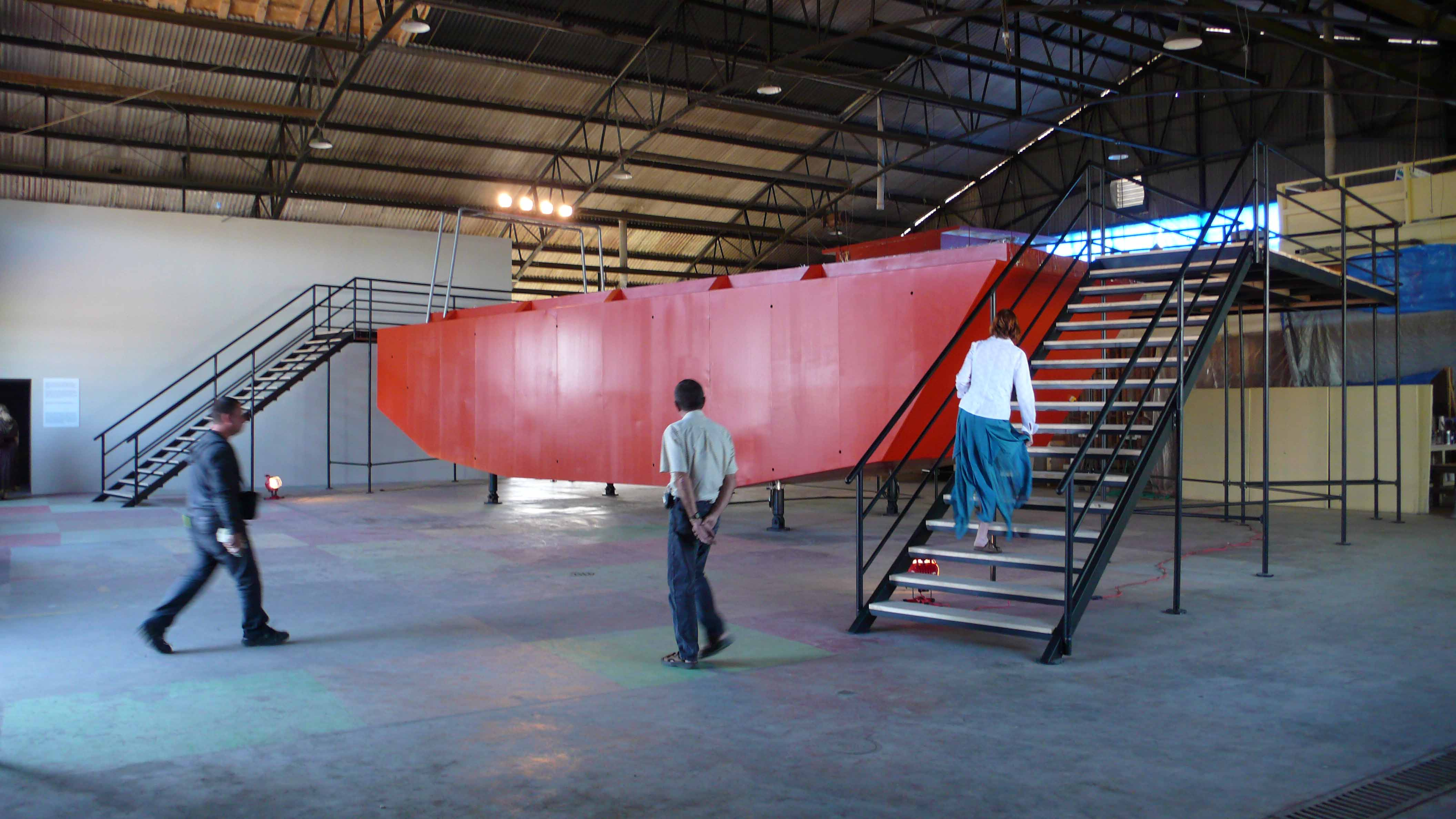
Rescue Games (2008) Estruturas metálicas, madeira, sistemas mecânicos e elétricos, sistema eletrônico, água. Imagem de Miguel Palma

O trabalho artístico de Miguel Palma tem uma forte componente escultórica, frequentemente consiste em instalações multimédia, performances, protótipos, maquetes, fotografias, videos e desenhos. Utiliza métodos não tradicionais de produção. Colabora regularmente numa equipa de especialistas de diversos domínios, da carpintaria à mecânica, à engenheira e à biologia, entre outros.  
Miguel Palma tem vindo a desenvolver uma abordagem historicista no seu trabalho, que entende como uma oportunidade para analisar e refletir sobre a evolução da tecnologia e de como esta condiciona o comportamento individual e coletivo em sociedade. A função absurda de alguns dos dispositivos que cria simbolizam a ironia com que aborda e reflete sobre a produção de conhecimento. Através da paródia apresenta o reverso do conceito da perfeição e controle tecnológico da máquina. Algumas das suas obras revelam um mundo manipulado e subvertido mas são apresentadas sob uma perspetiva inocente, ou então nostálgica. 
Neste sentido, o seu imaginário de criança interage na conceção das obras, remete para um universo pessoal que não deixa de ser simultâneamente irónico e iconico, exemplo paradigmático são algumas das suas obras produzidas no ano de 2008 tais como Google Plane 1968-2008, actualmente no Museu Coleção Berardo em Lisboa, Portugal. 
Miguel Palma tem uma série de veículos construídos e alterados por si. Engenho (1993) obra realizada no âmbito da exposição Imagens para os anos 90 na Fundação de Serralves consiste numa viatura construída artesanalmente capaz de percorrer grandes distâncias. Um dos projetos que tornou a sua prática artística mais visível em Portugal, foi o Projecto Ariete (2005) onde o artista deslocou-se, numa viatura transformada por si, a várias instituições culturais europeias para dar a conhecer o seu trabalho, reagindo assim aos "mecanismos de selecção e validação dos circuitos institucionais".
Rescue Games (2008) é um barco de resgate com um mecanismo de simulação de ondas no seu interior. Como esta, várias das suas obras têm um valor funcional remetendo diretamente para a prática do uso, este modelo podia ser percorrido através de uma plataforma de metal instalada à sua volta.

## Exposições

### Mostras individuais
Em 2013, o Centro Galego de Arte Contemporánea, em Santiago de Compostela, organizou a exposição individual do artista, Miguel Palma: desconforto moderno, com curadoria de Miguel von Hafe Pérez, que reuniu um conjunto de videos, desenhos, fotografias e instalações. Em 2011 o  Museu Calouste Gulbenkian – Coleção Moderna apresentou a exposição Linha de Montagem com curadoria de Isabel Carlos, onde Miguel Palma mostrou cerca de 100 obras que caracterizam uma significativa parte do seu percurso. Em 2007 a Culturgest, em Lisboa, dedica uma exposição antológica a Miguel Palma, intitulada Mundo às avessas com curadoria de Miguel Wandschneider.

### Participação em bienais e trienais de arte
- 2012, 7th Liverpool Biennial of Contemporary Art - City States. Comissariado por Luísa Santos. Organizado por P28 CONTENTORES
- 2010, ZERO1 Biennial. Comissariado por Joel Slayton. San Jose, EUA
- 2010, Trienal Vale do Tejo. Comissariado por Rui Cepeda, Associação Nada na Manga. Casal Branco. Almeirim, Portugal
- 2008, PROSPECT.1 NEW ORLEANS. Comissariado por Dan Cameron. Nova Orleães, EUA
- 2008, V Bienal de Artes e Cultura de São Tomé e Principe – Partilhar Territórios. Comissariado por Adelaide Ginga. São Tomé e Príncipe
- 2006, 2ª Bienal da Prata, Lamego, Bienal da Prata, Portugal
- 2001, URBANLAB / Bienal da Maia 2001. Comissariado por Paulo Mendes. Urbanlab Factory (Antiga Fábrica Fimai), Maia Capital do Nada, Portugal
- 2000, XXVI Bienal de Pontevedra - El Espacio como Proyecto - El Espacio como Realidad, Pontevedra, Spain
- 1999, Bienal da Maia. Maia Design Inserts, Portugal
- 1999, Melbourne International Biennial "Signs of Life", Austrália
- 1997, Bienal da Maia – Arte Jovem. Forum da Maia (CAPC), Maia, Portugal

### Residências artísticas
- 2014 - 18th Street Arts Center, Programa de Residência, Los Angeles, E.U.A.
- 2013 - Châteaux de Serviéres, Project within Ulysses  project, a route of Contemporary Art, coordenção de FRAC Provence-Alpes-Côtes d'Azur, e Atelier EuroMed Marseille-Provence 2013 em associação com Voyons Voir | Art Contemporain et Territoire, Marseille, França
- 2012 - Domaine de Saint-Ser, Programa de residências em associação com Voyons Voir | Art Contemporain et Territoire, Domaine de Saint-Ser, França
- 2012 - Desert Initiative, curadoria de Greg Esser, Arizona State University Art Museum, Phoenix, AZ, E.U.A.
- 2010 - Montalvo Arts Center, Saratoga, CA, EUA
- 2009 - Headlands Center for the Arts, Sausalito, CA, EUA
- 2008 - ISCP (International Studio and Curatorial Program), Nova Iorque, NI, EUA
- 2007 - Location One, Nova Iorque, NI, EUA

## Coleções públicas
A obra de Miguel Palma pertence a várias coleções públicas: Fundação ARCO, Espanha; Museu Coleção Berardo, Lisboa, Portugal; Coleção Culturgest, Lisboa, Portugal; Museu Calouste Gulbenkian - Coleção Moderna, Lisboa, Portugal; Centre de Création Contemporaine (CCC), Tours, França; Centro Galego de Arte Contemporánea (CGAC), Santiago de Compostela, Espanha; Circulo de Artes Plásticas de Coimbra (CAPC), Coimbra, Portugal; CNAC Georges-Pompidou, Paris, França; Phoenix Art Museum, Phoenix, EUA; ASU Art Museum, Tempe, EUA.

### Seleção de catálogos
- 2014 - Retrofitting MIGUEL PALMA: Galeria Mário Sequeira 10-05-30/06/2014.Concep. Gráfica Luís Alegre e Maria João Carvalho [Ideias com Peso]; Textos por Miguel Von Hafe Pérez. Lisboa: Stolen Books, 2014.
- 2013 - Entre as Margens, Representações da Engenharia na Arte Portuguesa: Museu Soares dos Reis, 22/06/2013 – 25/08/2013. Concep. gráfica António Queirós; Textos por Bernardo Pinto de Almeida, Mário Cláudio, Manuel de Matos Fernandes. Porto: Universidade do Porto, 2013.
- 2013 - Trajectory: Miguel Palma, Arizona State University – Art Museum, 29/09/2012–9/02/2013. Textos por Greg Esser, Gordon Knox, Joel Slayton, Tyler Stallings. Tempe, Arizona: Arizona State University Art Museum , 2013.
- 2012 - Miguel Palma: Atelier Utopia: Galeria Fundação EDP – Porto, 25/03 – 1/06/2012. Coordenação Bruno Leitão e João Pinharanda; Concep. gráfica MusaWorkLab;  Textos de Bruno Leitão, Miguel Von Hafe Pérez, João Pinharanda. Lisboa: Edições Documenta, 2012.
- 2011 - Mappamundi, Museu Colecção Berardo, 31/01 - 25/04/2013. Concep. Guillaume Monsaingeon; concep. gráfica R2. Textos por Guillaume Monsaingeon, Gilles Deleuze, Felix Guattari, Carl Schmitt, Peter Sloterdijk, Carl Schmitt, Hannah Arendt, Vilém Flusser, C. K. Chesterton, Robert Louis Stevenson e Italo Calvino; Editado por Clara Távora Vilar e Nuno Ferreira de Carvalho. Lisboa: Museu Colecção Berardo, 2011.
- 2011 - Miguel Palma: Linha de Montagem / Assembly Line: CAM – Fundação Calouste Gulbenkian, 15/04 – 03/07/2011. Concep. Isabel Carlos;  Concep. Gráfica Sílvia Prudêncio; Coord. Rita Lopes Ferreira;  Textos por  Dan Cameron, Isabel Carlos, Michael Asbury;  Tradução Kennistranlations; Rev. António Alves Martins; Fotografia Paulo Costa. Lisboa: Fundação Calouste Gulbenkian, 2011.
- 2010 - The age of micro voyages, Portuguese Contemporary Art Exhibition, Joshibi Art Museum, 19/06 – 1/08/2010. Edi. Rika Sugita; textos por Pedro Lapa e Atsushi Sugita.  Sagamihara City: Joshibi University of Art and Design Art Museum, 2010.
- 2009 - Osmosis – Miguel Palma, coord. Renata Catambas; design Raquel Pinto; Textos por Graham Gaussin, José Marmeleira, Miguel Von Hafe Pérez, Paddy Johnson, Sacha Craddock, Sally O’Rilley. Lisboa: Atelier Miguel Palma,  2009.
- 2008 - Prospect .1 New Orleans, Brooklyn, Picture Box, Inc.
- 2007 - Ponto de vista: obras da colecção da Fundação PLMJ / Point of view: works from the collection of the PLMJ Foundation, Lisboa, Edição da Fundação PLMJ.
- 2006 - Miguel Palma, Lisboa: Público – ADIAC Portugal – Corda Seca.
- 2001 - Squatters – Ocupações, Porto:,Fundação Serralves, 2001.
- 2000 - Initiare: colecção de Arte Contemporânea IAC-CCB - aquisições 1997-1999, Lisboa, Instituto de Arte Contemporânea.
- 1999 - Manifesto, côté sud... Entschuldigung, l'Institut d'art contemporain, Villeurbanne, 11/09/1998 – 24/01/1999. Villeurbanne : Institut d'art contemporain Noisiel, La Ferme du Buisson, 1999.
- 1998 - Low budget: objectos do quotidiano. Uma colecção de Mathias Dietz e Mats Theselius, Lisboa, Centro Cultural de Belém, 1997.
- 1993 -  Imagens para os anos 90 / Images for the 90s: Fundação de Serralves,  Centro de Exposições e Conferências do Alto Tâmega de Chaves, Culturgest de Lisboa, 29/07/1993 – 30/01/1994. Texts from Fernando Pernes, João Pinharanda and António Cerveira Pinto. Porto: Fundação Serralves, 1993.

### Seleção de artigos
- 2011 Kathleen Massara, “Miguel Palma: In Image We Trust, Nicholas Robinson Gallery”, in The L Magazine, New York, 19 de Janeiro a 1 Fevereiro de 2011, volume 9, n.º 2, p. 47.
- 2010 Mónica Maneiro, “Miguel Palma. Engenharia Estética para o Corpo sem Órgãos / Miguel Palma. Ingeniería Estética para el Cuerpo sin Órganos / Miguel Palma. Aesthetic Engineering for the Body Without Organs”, in Dardo Magazine, n.º 15, Santiago de Compostela, Outubro – Janeiro 2010/11, pp. 130-153.
- 2010 Pedro dos Reis, “Miguel Palma Studio”, in Artes & Leilões, Março-Abril de 2010, pp. 32-35.
- 2009 Helena Viegas, “Duas vidas, um sistema”, in Fora de Série Especial – Suplemento do Diário Económico, Setembro de 2009, pp. 10-12.
- 2009 Maria do Mar Fazenda, “Um acto de hospitalidade só pode ser poético”, in L+Artes, n.º 61, Junho de 2009, p. 81.
- 2009 Miguel Amado, “New Orleans – Post-Katrina: Prospect.1”, in Flash Art, n.º 264, January-February 2009, p. 44.
- 2008 Vanessa Rato, “Uma nova bienal de arte contemporânea nasce hoje em Nova Orleães”, in Público, Lisboa, 1 de Novembro de 2008, p. 10.
- 2008 Teresa Pearce de Azevedo, “Portugal Agora”, in Artes & Leilões, n.º 4, Janeiro de 2008, pp. 9-10.
- 2007 Miguel Amado, “O Mundo às Avessas”, in Art Forum – International Magazine, traduzido por Clifford E. Landers., 1 de Dezembro de 2007
- 2007 Maria Calém Louro, “Atelier Miguel Palma: Proporções Magnificadas”, in L+Artes, n.º 43, Dezembro de 2007, pp. 60-62.
- 2006 David Santos, “Grand Tour – Aríete. Um Projecto de Internacionalização de Miguel Palma”, in Arq./a – revista de arquitectura e arte, n.º 38, ano VII, Julho/Agosto de 2006, pp. 80-85.
- 2006 Sandra Vieira Jürgens, “Diário de Bordo” in L+Arte, n.º 21, Lisboa, Fevereiro de 2006, pp. 84-85.
- 2005 Seve Penelas, “Miguel Palma – Proyecto Ariete”, in Exit, n.º 9, Madrid, Julho-Agosto-Setembro de 2005, pp. 104-109.
- 2001 “IN_Si(s)TU”, in Revista Cultural Urbana, Veículos #0.2, Junho/Outubro de 2001, pp.114-119.
- 2000 Pedro Gadanho, “Contaminantes/Comunicantes – Expositor, 2000. Miguel Palma”, in Arq./a – revista de arquitectura e arte, Ano I, N.º 4, Novembro-Dezembro de 2000, pp. 66-69.
- 2000 “Miguel Palma desenterra escultura na Gulbenkian”, in Diário de Notícias, 4 de Julho de 2000, p. 46.
- 1999 Rui Tavares, “Prototypo # 001 – Máquinas, Engenhos e Artefactos”, in: Prototypo, nº 1, Lisboa, Janeiro de 1999, pp. 140-149.
- 1996 Carlos Vidal, “Colapsos da natureza”, in A Capital, 14 de Novembro de 1996, p. 30.
- 1994 António Cerveira Pinto, “Miguel Palma”, in O Independente, 2 de Fevereiro de 1994.
- 1991 Ana Gomes Ferreira,  “O eclipse da terra na Gulbenkian”, in Diário de Notícias, 9 de Março de 1991, p. 27.